# Akkreditív
Az akkreditív, más néven okmányos meghitelezés egy pénzintézet által kiállított dokumentum, amely visszavonhatatlan pénzfizetési garanciaként szolgál a kedvezményezett számára. Ez azt jelenti, hogy amennyiben a kedvezményezett teljesíti a megadott feltételeket (bemutatja az akkreditív által meghatározott okmányokat), a pénzintézet köteles a meghatározott összeget kifizetni, még ha az akkreditívet aláíró személy utólag másképp rendelkezne is. Más szavakkal, a fizetési kötelezettség teljes egészében az akkreditívet kiállító bankhoz kerül.
Az akkreditív leginkább árukereskedelemben használatos (különös tekintettel a külkereskedelemre), ahol a feltétel rendszerint az áru feladását igazoló (és az áru feletti rendelkezési jogot biztosító) okmányok átadása. A fizetések nagyobb biztonsága érdekében az akkreditív alkalmazására egységes nemzetközi szabályok vonatkoznak, amelyek kötelező érvényűek a részt vevő felekre nézve.
Az akkreditív előnye az eladó szempontjából, hogy a fizetésre vonatkozó ígéretet nem a vevőtől, hanem a banktól kapja, ezért a fizetés megtörténik az áruszállításra vonatkozó esetleges vitáktól függetlenül.

## Egy példa a működésére
Képzeljük el, hogy az Acme Electronics nevű vállalat időről időre számítógépeket importál a Beijing Computers nevű cégtől, amely a Shanghai Business Banknál nyitott számlát. Az Acme bankja a Commonwealth Financial. Az Acme $500 000 értékű árut kíván vásárolni a Beijing Computerstől, akik beleegyeznek azzal a feltétellel, hogy az Acme 60 napon belül fizet, míg ők  90 napon belül szállítanak. A következő mintát fogják követni:
- az Acme elmegy a Commonwealth Financialhoz és igényel egy $500 000 értékű akkreditívet, amelynek a Beijing Computers a kedvezményezettje.
- A Commonwealth Financial kiállítja az akkreditívet, amelyhez vagy ő maga nyújt hitelt, vagy az Acme közvetlenül kifizeti az összeget ($500 000) a rendszerint százalékban meghatározott eljárási díjjal együtt.
- A Commonwealth Financial másolatot küld az akkreditívről a Shanghai Business Banknak, ami tájékoztatja a Beijing Computerst, hogy a fizetés megtörtént, és szállíthatják az Acme által megrendelt árut, miután a fizetés biztosítva van.
- Miután a Beijing Computers bemutatja az akkreditívet a benne megadott okmányokkal (ez esetben az áru feladását igazoló dokumentumokkal), a Commonwealth Financial átutalja az $500 000-t a  Shanghai Business Banknak, ami a Beijing Computers számláját megnöveli az összeggel.
- Vegyük észre, hogy a bank csak az akkreditívhez tartozó dokumentumokkal foglalkozik, és nem a hozzá kapcsolódó árutranzakcióval. Ha a dokumentumokat bemutatták az akkreditívben meghatározott feltételek szerint, a bank köteles fizetni még akkor is, ha a tranzakció meghiúsult. Hasonlóképpen a bank nem köteles fizetni, ha a dokumentumokat nem mutatják be még akkor sem, ha az árucsere megtörtént.

## Az akkreditív fajtái
A módosíthatóság feltételeit tekintve lehet: 
- visszavonható (nem jellemző)
- visszavonhatatlan

A nyitó bank fizetési ígérete szerint: 
- látra szóló: a bank a megfelelő okmányok benyújtásakor azonnal fizet;
- halasztott fizetésű: a fizetésre nem az okmányok benyújtásakor, hanem az akkreditívben meghatározott későbbi időpontban kerül sor;
- váltóelfogadást ígérő: a nyitó bank arra vállal kötelezettséget, hogy a rá intézvényezett (forgatott) váltót elfogadja és annak összegét esedékességkor fizeti ki.

Az eladó bankjának szerepe szerint:
- meg nem erősített: az eladó bankja nem vállal semmilyen szerepet
- megerősített: az nyitó bank fizetési ígérete mellé társul az eladó bankjának a fizetési ígérete is, például arra az esetre, ha a nyitó bank fizetésképtelen, vagy az exportáló országban a devizakifizetésekkel kapcsolatos jogszabályok megváltoznak.

Speciális akkreditívek:
- Lokál akkreditív: a nyitó bank hazai pénzben ígér fizetést.
- Back to back akkreditív: Reexport típusú ügyleteknél alkalmazzák. A reexportőr mint kedvezményezett számára a tényleges vevő megbízásából megnyitott akkreditív fedezetként szolgál egy újabb akkreditív megnyitására, amelyre a reexportőr ad megbízást. Ennek kedvezményezettje az áru eredeti eladója.
- Feltöltődő akkreditív (Revolving Credit): nagy értékű, elhúzódó, részszállításokat megengedő ügylet kapcsán alkalmazható, amikor a vevőnek nehézséget okozna a teljes vételár egyidejű elhelyezése a szükséges bankszámlán. Ennek megfelelően a szállítási ütemezéssel összhangban több részletben történik a fedezet elhelyezése és az akkreditív  lehívása.
- Készenléti (Stand by) akkreditív: A nyitó bank a saját nevében ígér fizetést arra az esetre, ha megbízója (a vevő) szerződéses kötelezettségét nem teljesíti.
- Előzetes pénzfelvételt engedélyező akkreditív (Red claused): a nyitó bank záradékát tartalmazza, amelyben nyilatkozik arról, hogy a kijelölt bank az eladónak előleget fizethet a nyitó nevében és kockázatára. Az előleg mértéke az akkreditívben kerül meghatározásra. Elnevezését onnan kapta, hogy a záradékot hagyományosan piros tintával vezetik rá az akkreditívre.
- Átruházható (Transferable) akkreditív: A kedvezményezett jogosult az őt megillető hitellevelet más kedvezményezett javára érvényesíteni.